# Redwood (Oregon)
Redwood az Amerikai Egyesült Államok északnyugati részén, Oregon állam Josephine megyéjében elhelyezkedő statisztikai település. A 2020. évi népszámláláskor 2702 lakosa volt.

## Népesség
A településnek 2000-ben 5844, 2010-ben 2627, 2020-ban pedig 2702 lakosa volt.